# Schahreza
Schahreza (persisch شهرضا), früher Khomesheh, ist die Hauptstadt des Verwaltungsbezirks Schahreza in der iranischen Provinz Isfahan. 2016 hatte die Stadt ca. 135.000 Einwohner.

## Lage
Shahreza liegt 508 km südlich von Teheran und etwa 80 km südwestlich von Isfahan. Die Bergkette Zard Kooh verläuft von Nordwesten nach Südosten der Stadt und genießt deshalb ein kaltes Klima.

## Klima
Das Klimaklassifizierungssystem von Köppen-Geiger klassifiziert das Klima als semiarides Klima (BSk). 

## Geschichte
Shahreza ist eine alte Pilger- und Basarstadt, die früher Khomesheh hieß, aber nach einem Schrein in Shahreza umbenannt wurde. Shahreza wurde 1929 zur Stadt erklärt.

## Wirtschaft
Shahreza ist ein wichtiges Textilzentrum. Die Stadt verfügt über einen eigenen Basar.

## Söhne und Töchter der Stadt
- Heydar Moslehi (* 1956), Politiker